# Antonius Mönch

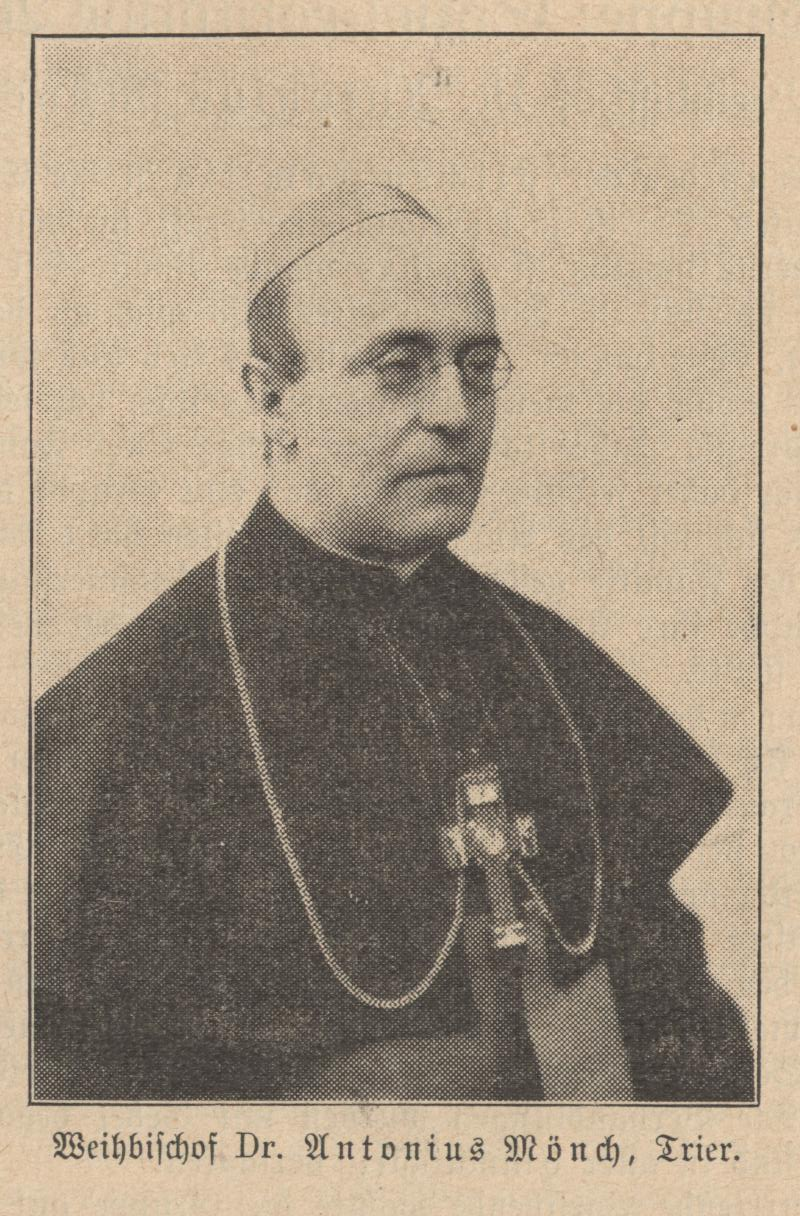
Weihbischof Dr. Antonius Mönch

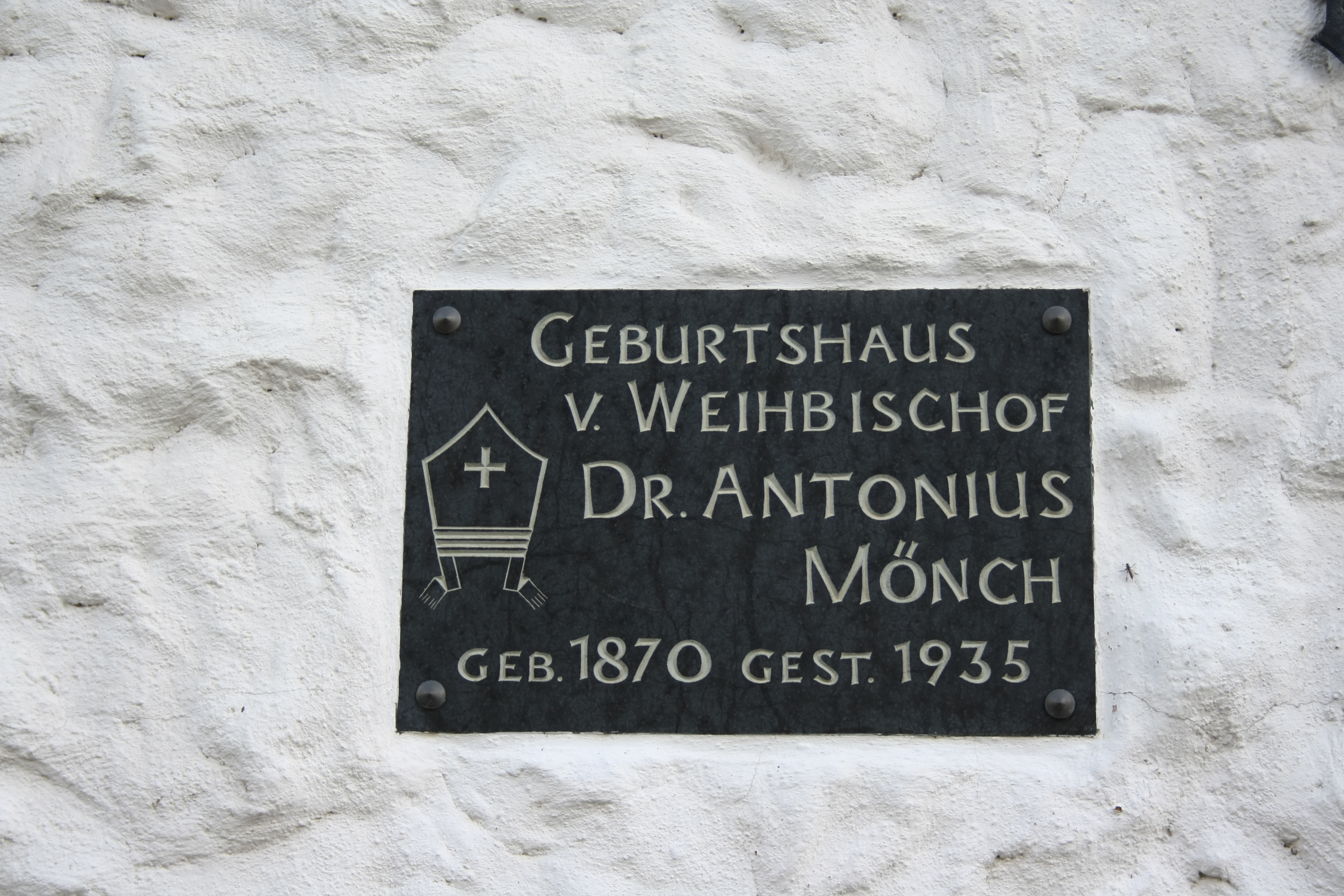
Gedenktafel für Antonius Mönch in Holzweiler

Antonius Mönch (* 13. Juni 1870 in Niederholzweiler (Landkreis Ahrweiler); † 14. Februar 1935 in Trier) war römisch-katholischer Weihbischof in Trier.

## Biografie

### Herkunft und frühe Jahre
Antonius Mönch war ein Sohn des Volksschullehrers Johann Ludwig Mönch. Seine Mutter Anna Maria Regina, geb. Kaufmann, die vom jüdischen zum katholischen Glauben konvertiert war, war Besitzerin einer Warenhandlung. Antonius absolvierte die ersten Schuljahre in der Schule seines Vaters und erhielt Privatunterricht durch einen Geistlichen. Er wechselte dann in die Mittelstufe auf der „Höheren Stadtschule“ in Ahrweiler und verließ diese 1888 mit der „Mittleren Reife“. Danach lebte er im Bischöflichen Konvikt in Trier und legte 1891 am Trierer Friedrich-Wilhelm-Gymnasium die Reifeprüfung ab. Ebenfalls in Trier studierte er für ein Semester Philosophie am Trierer Priesterseminar und wurde danach zur Fortsetzung seines Studiums nach Rom geschickt. In Rom empfing er am 28. Oktober 1897 die Priesterweihe und erlangte die philosophische und theologische Doktorwürde.

### Priesterliches Wirken
In Bad Münster am Stein wirkte er kurz als Seelsorger. Von 1889 bis 1901 bekleidete er die Stelle des Kaplans in der Pfarrei Hl. Dreifaltigkeit in Fraulautern. Es folgten im Jahr 1901 die Tätigkeit als Pfarrer in Baumholder sowie im Jahr 1905 als Pfarrherr in Birkenfeld an der Nahe. Im Jahr 1907 übernahm er die Pfarrei St. Marien in Neunkirchen (Saar) und verblieb hier für acht Jahre bis 1915. Während des ausbrechenden Gewerkschaftsstreites (1913–1931) stand er auf der Seite des Trierer Bischofs Michael Felix Korum. Am 27. August 1915 wurde er zum Domkapitular und am 20. September zum Geistlichen Rat ernannt.

### Wirken als Weihbischof
Für Antonius Mönch folgte am 1. Juni 1915 die Berufung zum Weihbischof in Trier unter gleichzeitiger Ernennung zum Titularbischof von Polystylus. Am 21. September 1915 spendete ihm der Bischof von Trier Michael Felix Korum die Bischofsweihe; Mitkonsekratoren waren Willibrord Benzler OSB, Bischof von Metz, und Peter Joseph Lausberg, Weihbischof in Köln. Als Weihespruch wählte er Ubi caritas et pax ibi Deus („Wo Nächstenliebe und Frieden ist, da ist Gott“).
Am 23. März 1916 ernannte ihn Bischof Korum zum Vorsitzenden des Diözesan-Caritasverbandes. Mit großem Eifer organisierte und koordinierte Weihbischof Mönch die Caritasarbeit im Bistum Trier. Von 1920 bis 1921 war er der Vizepräsident des Deutschen Caritasverbandes. In kürzester Zeit wuchs Mönch zu einem Fachmann heran und war weit über die Bistumsgrenzen Triers hinaus bekannt. Am 68. Deutschen Katholikentag zu Freiburg/Breisgau 1929 nahm Antonius Mönch aktiv teil und leitete die Gruppe „Sozial-caritative Aufgaben“.
Nach der Machtergreifung durch die Nationalsozialisten im Jahr 1933 übten die Machthaber auf die Kirchen großen Druck aus. Unter Betonung der „halbjüdischen“ Herkunft des Weihbischofs versuchten sie politische Vorteile zu erreichen und eine Antibewegung gegen die katholische Kirche voranzutreiben. Mit organisierten persönlichen Angriffen (so wurde etwa an dem von ihm benutzten Beichtstuhl im Trierer Dom ein Schild angebracht: „Beichtet nicht bei Juden!“) und rassistischen Übergriffen gelang es dem NS-Regime, die gut aufgebaute Caritas im Bistum auszuschalten. 1933 war Antonius Mönch auch in der engeren Wahl, neuer Bischof von Münster zu werden, schließlich wurde es Clemens August Graf von Galen.

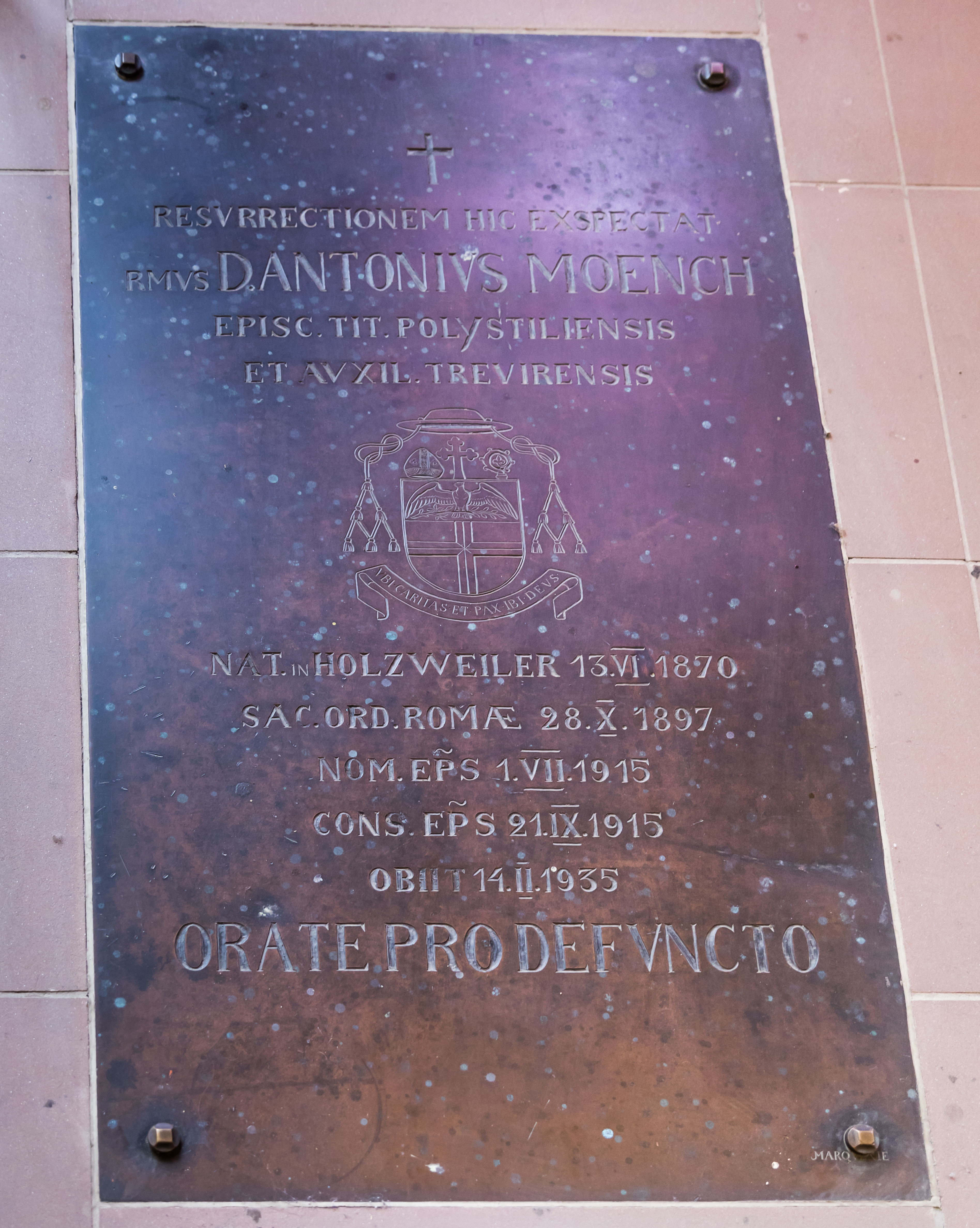
Grab von Antonius Mönch im Trierer Dom

Sein plötzlicher Tod am 14. Februar 1935 führte in Trier zu einer bemerkenswerten Demonstration, mehr als 30.000 Menschen nahmen Abschied von Weihbischof Mönch. Bischof Franz Rudolf Bornewasser ging in seiner Totenpredigt auf die Angriffe der Nationalsozialisten gegen Person und Werk Mönchs ein und brachte zum Ausdruck, dass diese den Weihbischof tief getroffen hätten. Antonius Mönch fand seine letzte Ruhestätte in der Weihbischofskapelle des Trierer Domkreuzganges.